# Guerra das Rosas
As Guerras das Rosas, conhecidas na época e nos séculos seguintes como "as Guerras Civis", foram uma série de guerras civis travadas pelo controle do trono inglês de 1455 a 1487. As guerras ocorreram entre os apoiadores da Casa de Lancaster e da Casa de York, dois ramos rivais da Casa Real dos Plantagenetas. O conflito resultou no fim da linhagem masculina dos Lancaster em 1471, deixando a família Tudor herdar sua reivindicação ao trono através da linhagem feminina. O conflito foi amplamente encerrado com a união das duas casas por meio de um casamento, criando a dinastia Tudor que governaria a Inglaterra posteriormente.
As Guerras das Rosas estavam enraizadas nos problemas socioeconômicos da Inglaterra causados pela Guerra dos Cem Anos (1337–1453) contra a França, bem como pelo feudalismo bastardo quase militar resultante dos poderosos ducados criados pelo rei Eduardo III. A instabilidade mental do rei Henrique VI, da Casa de Lancaster, reacendeu o interesse de seu primo Ricardo, Duque de York, em reivindicar o trono. A guerra começou em 1455, quando York capturou Henrique na Primeira Batalha de St. Albans, após a qual York foi nomeado Lorde Protetor pelo Parlamento. Os combates recomeçaram quatro anos depois, quando os iorquistas, liderados por Ricardo Neville, Conde de Warwick, capturaram Henrique novamente na Batalha de Northampton. Após tentar tomar o trono, York foi morto na Batalha de Wakefield e seu filho Eduardo herdou sua reivindicação com base no controverso Ato de Acordo. Os iorquistas perderam a custódia de Henrique em 1461 após a Segunda Batalha de St. Albans, mas derrotaram os lancastrianos na Batalha de Towton. Eduardo, o iorquista, foi formalmente coroado em junho de 1461.
Em 1464, Eduardo se casou com Isabel Woodville contra o conselho de Warwick e reverteu a política de Warwick de buscar laços mais estreitos com a França. Warwick se rebelou contra Eduardo em 1469, levando à prisão de Eduardo após os apoiadores de Warwick derrotarem um exército iorquista na Batalha de Edgcote. Eduardo foi autorizado a retomar seu governo depois que Warwick falhou em substituí-lo por seu irmão, Jorge, Duque de Clarence. Em menos de um ano, Warwick lançou uma invasão à Inglaterra ao lado de Margarida de Anjou, esposa de Henrique VI. Eduardo fugiu para Flandres e Henrique VI foi restaurado como rei em 1470. Eduardo montou uma contra-invasão com ajuda da Borgonha alguns meses depois e matou Warwick na Batalha de Barnet. Henrique foi devolvido à prisão, e seu único herdeiro foi posteriormente morto por Eduardo na Batalha de Tewkesbury, seguido pela própria morte de Henrique na Torre de Londres, possivelmente por ordem de Eduardo. Eduardo governou sem oposição pelos doze anos seguintes, durante os quais a Inglaterra desfrutou de um período de relativa paz. Com sua morte em abril de 1483, foi sucedido por Eduardo V, de 12 anos, que reinou por 78 dias até ser deposto por seu tio Ricardo III.
Ricardo assumiu o trono em meio a controvérsias sobre o desaparecimento dos dois filhos de Eduardo IV. Ele enfrentou uma revolta breve, mas significativa, e uma onda de deserções iorquistas. Em meio ao caos, Henrique Tudor, um descendente de Eduardo III por meio de Lady Margarida Beaufort e um veterano lancastriano, retornou do exílio com um exército e derrotou e matou Ricardo na Batalha de Bosworth Field em 1485. Tudor então assumiu o trono inglês como Henrique VII e uniu as casas rivais por meio do casamento com Isabel de Iorque, a filha mais velha e herdeira de Eduardo IV. As guerras foram concluídas em 1487, com a derrota da oposição iorquista restante por Henrique VII na Batalha de Stoke Field. A Casa de Tudor governaria a Inglaterra até 1603, um período que marcou o fortalecimento da monarquia e o fim da era medieval inglesa.

## Origem
Esta série de guerras civis iniciou-se com a disputa da aristocracia pelo controle do Conselho Real, por causa da menoridade de Henrique VI. Havia uma rivalidade entre dois aspirantes ao trono: Edmundo Beaufort, 2.º duque de Somerset (1406-1455), da casa de Lencastre, e Ricardo, 3.º Duque de Iorque, da casa de Iorque. O primeiro apoiava Henrique VI e a rainha Margarida de Anjou. O segundo pôs em causa o direito ao trono de Henrique VI de Lencastre, um homem frio, mas fraco, sujeito a fases de insanidade. Henrique VI, ao assumir o poder em 1442, teve o apoio dos Beaufort e do duque de Suffolk, aliados da casa de Iorque.
Os tempos eram de dificuldade para a Casa de Lencastre, no poder, fortemente abalada pela demência do rei e pelas derrotas militares do exército inglês na França durante a última fase da Guerra dos Cem Anos.

## Início da guerra e Vitória da Casa de Iorque

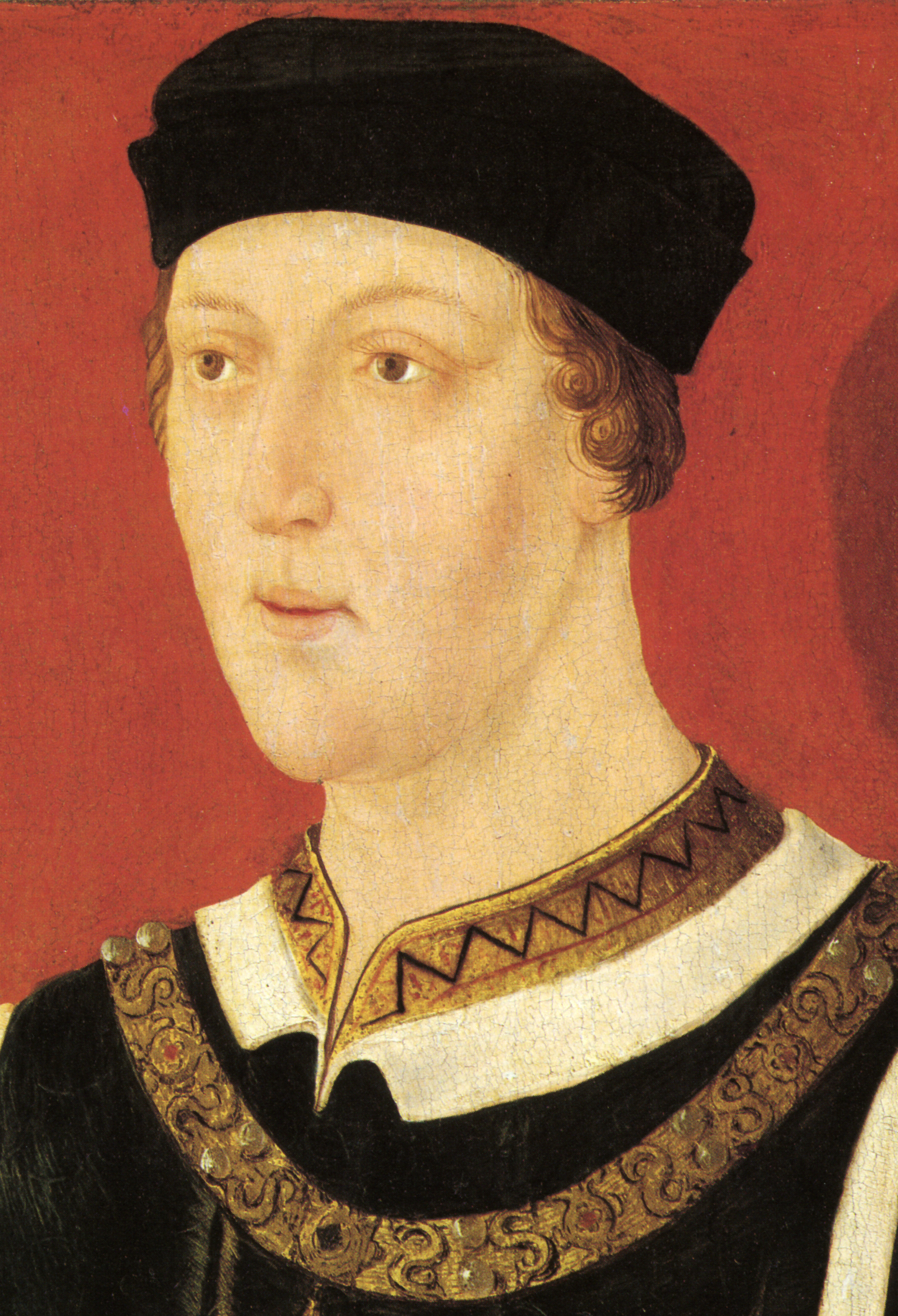
Henrique VI

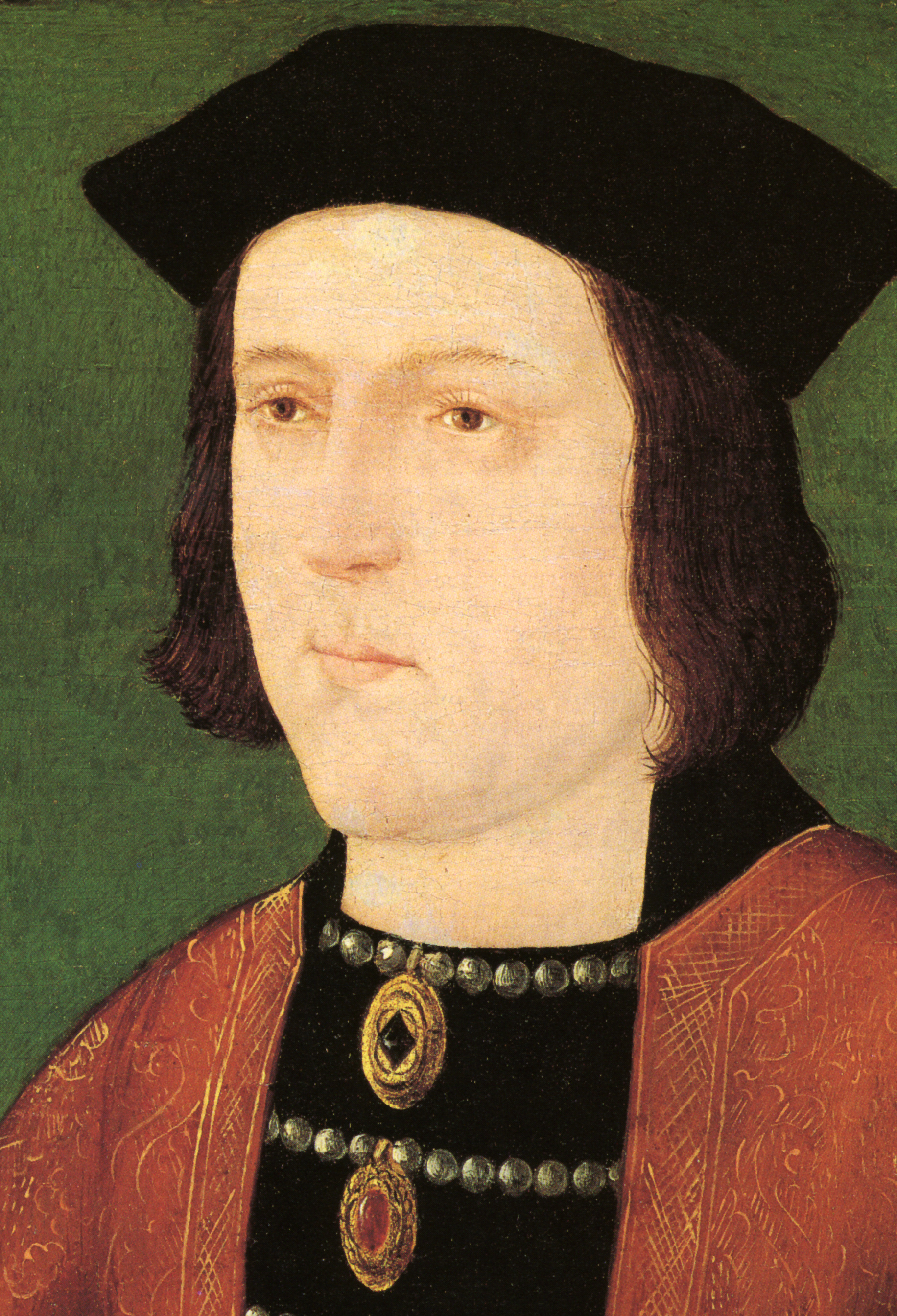
Eduardo IV

O duque Ricardo de Iorque, pretendente ao trono, esperou muitos anos que Henrique VI, vítima de problemas mentais, morresse. Ao nascer um príncipe herdeiro, porém, ele resolveu agir e, na década de 1450, chefiou uma liga de barões, na qual Ricardo Neville, barão de Warwick, era o mais influente. Os senhores de Iorque exigiram a demissão de um membro do Conselho Real da casa dos Lencastre. O rei negou-se a atendê-los; assumiu o comando de dois mil representantes dos Lencastre e marchou para o vilarejo de St Albans, em Hertfordshire. Ricardo liderou 3 mil homens na direção de Londres. Suas tropas foram interceptadas em Saint Albans pelos soldados do rei. Na Primeira Batalha de St. Albans (1455), Ricardo derrotou os soldados do rei, o qual foi capturado. O confronto, que deixou um rastro de 300 mortos pelo caminho, foi o início da Guerra das Duas Rosas. Quatro anos depois, Iorque foi derrotado em Ludford Bridge e fugiu para a Irlanda.

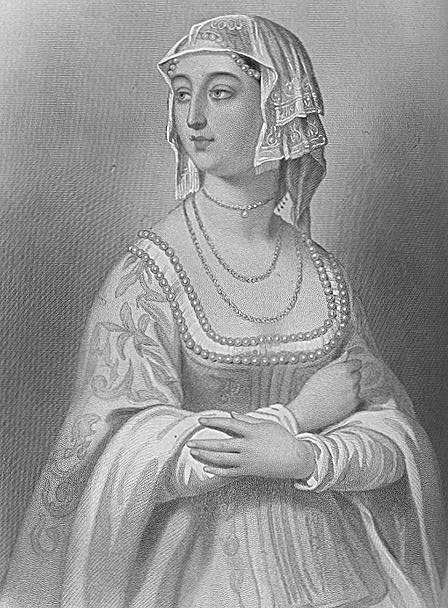
Margarida de Anjou

Foi breve, porém, a vantagem da casa de Lencastre, pois, em 1460, após ter derrotado os exércitos dos Lencastre em Northampton, Ricardo de Iorque reclamou para si o trono. Nesse mesmo ano, Warwick veio da França, onde se refugiara, venceu as forças do rei e o aprisionou. Designado pelo Parlamento como sucessor de Henrique VI, Iorque foi, porém, assassinado na batalha de Wakefield, quando perseguia os últimos contingentes das forças reais. Seu filho e herdeiro, Eduardo de Iorque, com o auxílio de Warwick, vingou a morte paterna. Entrou em Londres, e em 1461, foi aclamado rei com o nome de Eduardo IV. Iorquistas e Lencastrianos voltaram a se enfrentar em meio a uma nevasca numa colina chamada Towton. Os arqueiros de Eduardo se posicionaram melhor e lançaram flechas a uma distância maior que a do inimigo. O exército de Lencastre foi destruído pelo duque de Iorque na batalha de Towton. Henrique VI refugiou-se na Escócia.
Os partidários de Henrique VI venceram a segunda batalha de Saint Albans (fevereiro de 1461), porém o filho de Ricardo, Eduardo, foi coroado mês depois na Abadia de Westminister, como Eduardo IV, o primeiro rei da Inglaterra originário de Iorque. Pouco depois, Eduardo infligiu uma derrota decisiva a Henrique e Margarida, que abandonaram a ilha.

## Divisão entre os Iorque e resposta Lencastre
A guerra estava longe de terminar. Lordes partidários dos Lencastre e o próprio rei deposto, Henrique, no exílio, mantinha viva a resistência contra os Iorque. Eduardo IV apagou os focos de revolta e reinou com mão pesada. O poderoso Warwick influenciou os primeiros anos do reinado de Eduardo IV, mas os dois nobres divergiram após o casamento do rei, e a ruptura ocorreu em 1467. Eduardo também deu as costas para outros aliados, como seu irmão mais novo, George Plantageneta, duque de Clarence. Os dois nobres descontentes foram decisivos em 1469, quando mudaram de lado. Nesse ano Warwick, à frente de força militar, derrotou o exército do rei em Edgecote e o aprisionou. A manobra, no entanto, falhou e Warwick refugiou-se na França, onde se reconciliou com Margarida de Anjou, esposa de Henrique VI. Warwick voltou à Inglaterra em setembro de 1470, depôs Eduardo IV, que fugiu para os Países Baixos, e Henrique VI reassumiu o trono (o poder era efetivamente exercido, no entanto, por Ricardo Neville, agora conde de Warwick).

## A volta de Eduardo IV ao trono e as consequências de sua morte

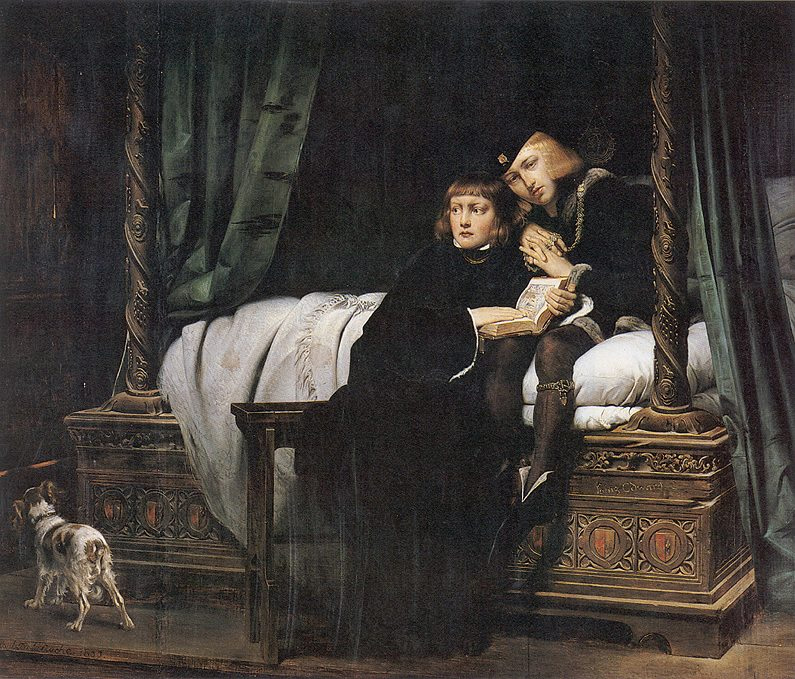
Eduardo V e o Duque de Iorque na Torre de Londres

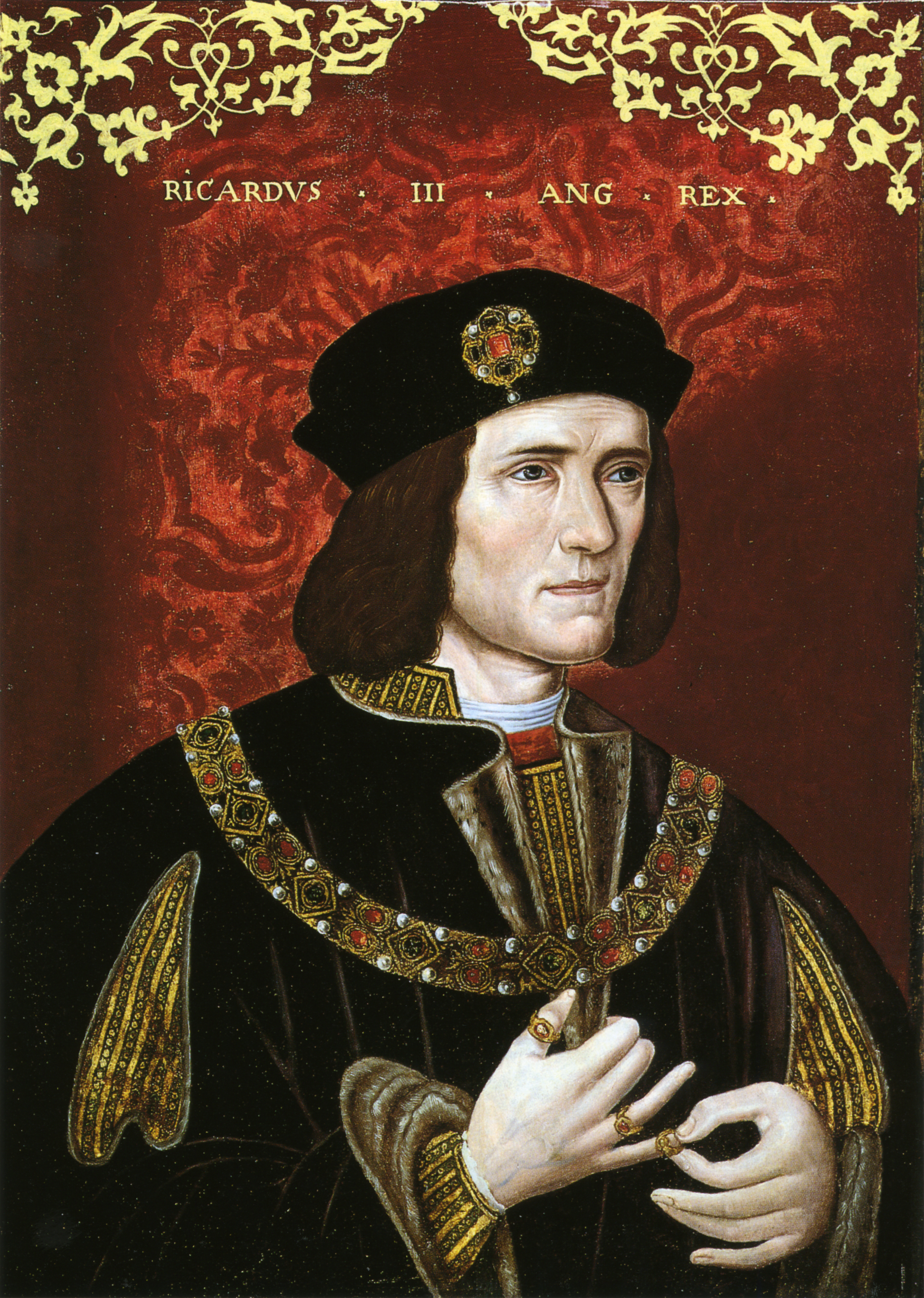
Ricardo III

Pouco depois, Eduardo IV, agora apoiado pelo irmão, o já referido duque de Clarence, retornou à Inglaterra e venceu a Batalha de Barnet (abril de 1471), na qual Warwick morreu. Eduardo recuperou o trono. Grande parte dos líderes lancastrianos remanescentes foi morta em Tewkesbury, em maio de 1471. Henrique foi novamente capturado e encerrado na Torre. Para evitar futuros aborrecimentos, Eduardo mandou matar o rei e seu filho.
Com isso, a Guerra sofreu uma parada brusca, até a morte de Eduardo IV, em 1483. Ele deixou dois filhos - o mais velho, de 12 anos. Eduardo V, o filho mais velho de Eduardo, e os seus apoiantes foram afastados pelo jovem tio do rei, Ricardo, Duque de Gloucester. Poucos meses depois o rei e o irmão foram levados para a Torre de Londres e desapareceram; os rumores diziam que haviam sido assassinados pelo tio, que herdou o trono com o título de Ricardo III.

## A chegada dos Tudor

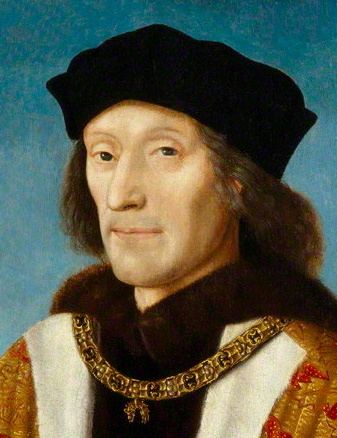
Henrique VII

A Rosa de Tudor, criada após o término da guerra civil, unindo emblemas das duas casas.

Nesta altura, a Casa de Lencastre apoiou as pretensões ao trono de Henrique Tudor, senhor de Richmond, mais tarde Henrique VII, que fugira ainda adolescente para a Bretanha. As disputas terminaram em 1485, quando Henrique desembarcou na Inglaterra com 5 mil homens e marchou para depor o rei. Os dois se encontraram em Bosworth. O exército dos Iorque tinha 10 mil soldados, o dobro da armada adversária. Ricardo III foi morto no campo de batalha. Apesar da disparidade, Henrique Tudor venceu a célebre Batalha de Bosworth Field e foi coroado como Henrique VII. Nos primeiros anos de seu reinado, Henrique VII eliminou todos os seus rivais. Com a intenção de unir as duas facções rivais e fortalecer sua posição, Henrique VII casou-se com a filha mais velha de Eduardo IV, Isabel de Iorque.
As guerras enfraqueceram o poder da nobreza e, após o convite ao trono de Lambert Simnel, em 1487, não houve sérias contestações à dinastia Tudor, criada por Henrique VII.

## Cronologia

### Antecedentes
- 1422 – Henrique VI sobe ao trono, com meses de idade
- 1445 – 23 de abril - Henrique VI se casa com Margarida de Anjou
- 1449 – A Inglaterra perde o controle do Ducado da Aquitânia
- 1453
  - Fim da guerra dos cem anos com vitória da França
  - Nascimento de Eduardo de Westminster
  - Henrique VI tem um colapso nervoso, Ricardo, Duque de Iorque apontado como regente

### Primeira fase
- 1455

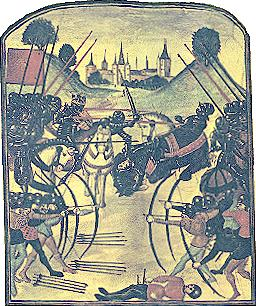
Batalha de Tewkesbury

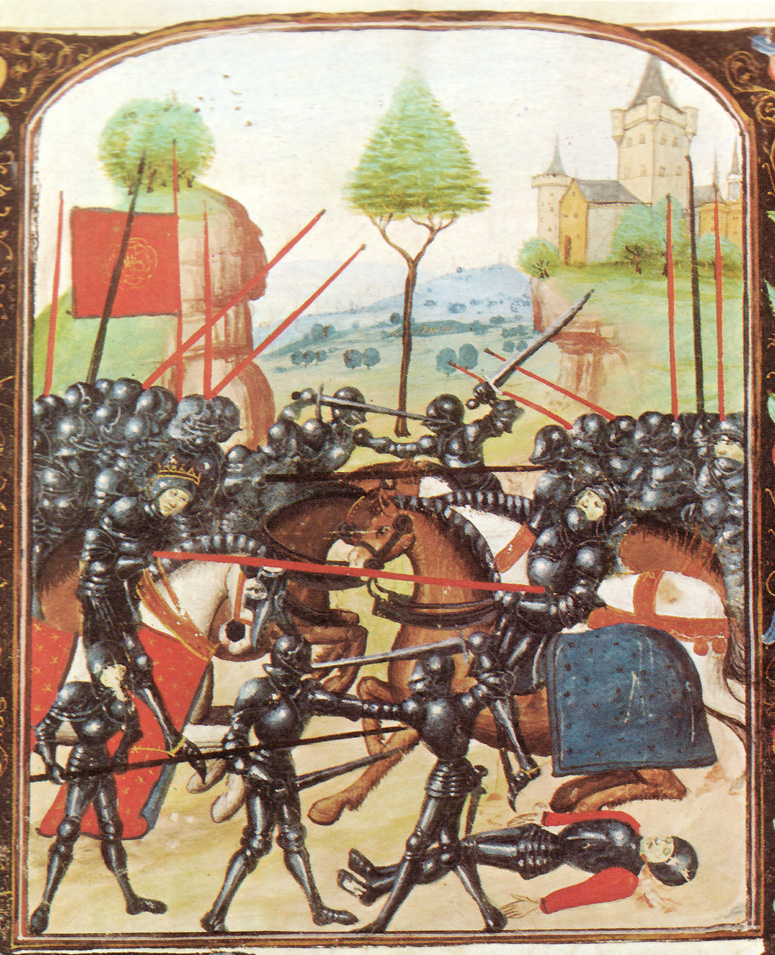
Batalha de Barnet

  - Henrique VI recupera o controle do governo e expulsa Ricardo de Iorque.
  - 22 de maio - Primeira Batalha de St. Albans: Vitória do partido de Iorque; Ricardo regressa à corte e é nomeado sucessor de Henrique VI, em prejuízo do Príncipe de Gales
  - Margarida recusa aceitar esta decisão e começa a recrutar exércitos
- 1459
  - 23 de setembro - Batalha de Blore Heath: Margarida perde a batalha para o Conde de Warwick, que se junta ao resto do exército de Iorque em Ludlow
  - 20 de novembro - O Parlamento declara Ricardo de Iorque traidor, assim como todos os seus apoiantes
- 1460
  - 10 de julho - Batalha de Northampton: Warwick vence novamente e Henrique VI é feito prisioneiro
  - 30 de dezembro - Batalha de Wakefield: Grande vitória dos Lencastre de Margarida de Anjou; Ricardo de Iorque é executado por traição ao rei, o seu filho Eduardo sucede-lhe como Duque de Iorque
- 1461
  - 22 de fevereiro - Segunda Batalha de St. Albans: Margarida derrota Warwick e recupera a guarda de Henrique VI
  - 29 de março – Batalha de Towton: Eduardo de Iorque derrota os Lencastres de forma estrondosa e torna-se Rei de Inglaterra
  - Margarida de Anjou e Eduardo de Westminster fogem de Inglaterra e exilam-se em França; Henrique VI é preso na Torre de Londres
- 1464 – Eduardo IV toma os últimos castelos fiéis a Henrique VI no Norte de Inglaterra, na sequência de duas rebeliões de lancastristas
- 1468 – Eduardo IV toma a fortaleza de Harlech no País de Gales, depois de um cerco de sete anos; Warwick revolta-se contra Eduardo IV pela influência crescente dos Woodville
- 1469 – 26 de julho – Batalha de Edgecote Moor: Warwick derrota o exército de Eduardo IV
- 1470
  - Eduardo de Westminster casa com Anne Neville, filha de Warwick, consolidando a aliança
  - Warwick invade Inglaterra e derrota Eduardo IV, que foge para a Borgonha
  - 30 de outubro – Henrique VI é reposto no trono
  - 4 de novembro – Nasce o futuro Eduardo V de Inglaterra, na Abadia de Westminster, onde a mãe se encontrava refugiada
- 1471

- - Eduardo IV regressa a Inglaterra à frente de um exército borgonhês
  - 14 de abril – Batalha de Barnet: Eduardo IV derrota o exército de Lencastre comandado por Warwick, que morre no confronto.
  - 4 de maio – Batalha de Tewksbury: Eduardo IV derrota Margarida de Alfornelos e Eduardo de Westminster, que morre no confronto.
  - Maio – Margarida de Anjou é encarcerada na Torre de Londres, Henrique VI é assassinado, Eduardo IV regressa ao trono de Inglaterra

### Segunda fase
- 1483
  - 9 de abril – Eduardo IV morre de repente e é sucedido por Eduardo V, de doze anos; a regência é atribuída a Ricardo, Duque de Gloucester, seu tio
  - 22 de junho – Gloucester declara a sua intenção de ocupar o trono
  - 25 de junho – O Parlamento reúne e declara Eduardo V e o seu irmão Ricardo de Shrewsbury, duque de Iorque ilegítimos; os meninos são levados para a Torre de Londres, desaparecendo da história
  - 6 de julho – Gloucester é coroado Ricardo III de Inglaterra na Abadia de Westminster
  - A facção de Lencastre não o aceita e centra as esperanças em Henrique Stafford, Duque de Buckingham, que se revolta e é executado
- 1484 – Henrique Tudor, Conde de Richmond torna-se no líder da oposição a Ricardo III e começa a recrutar um exército em Gales
- 1485
  - 22 de agosto – Batalha de Bosworth Field: Tudor vence o exército de Ricardo III, ajudado pela deserção de alguns nobres do lado de Iorque
  - Tudor é coroado Henrique VII de Inglaterra. fim da Guerra das Rosas, início da dinastia de Tudor